# ベーカリー

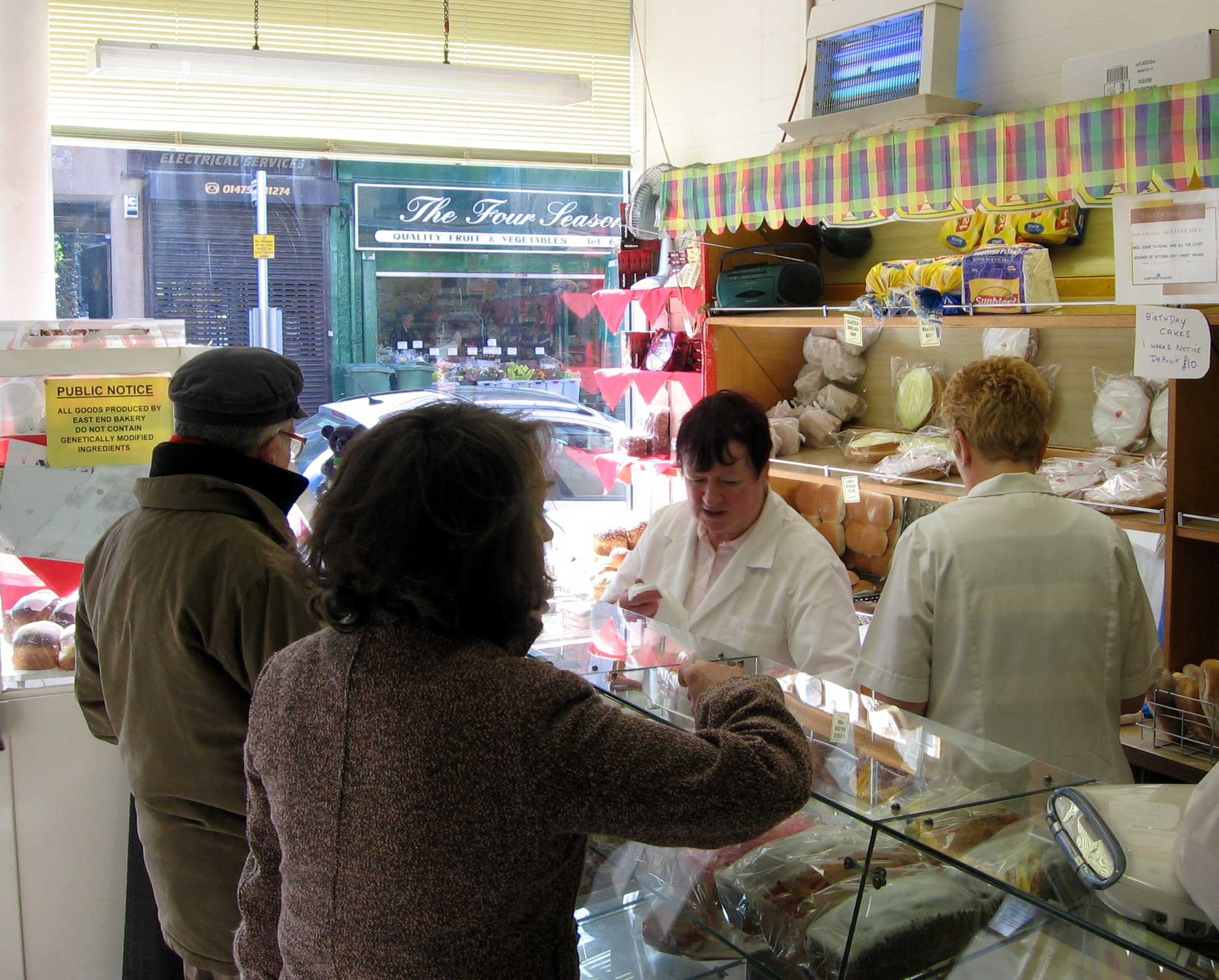
パン屋のカウンター越しの顧客（スコットランド）

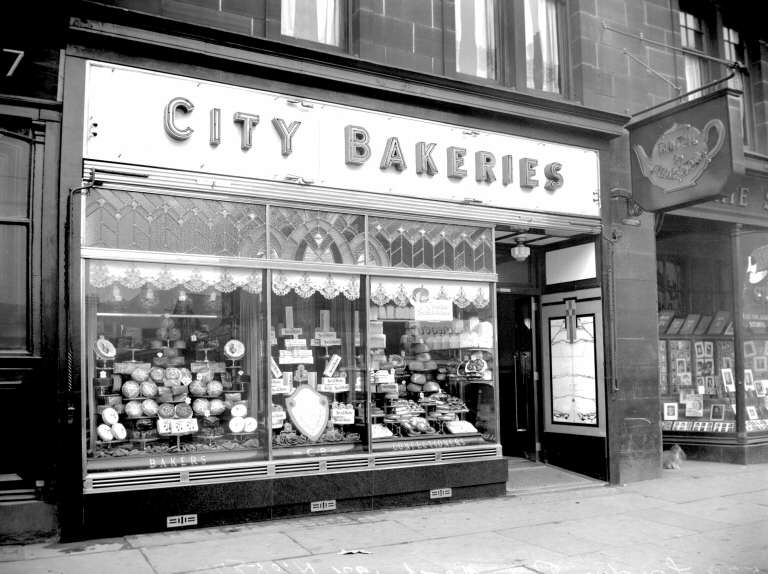
パン屋の陳列窓（スコットランド、1936年）

ベーカリー（英: Bakery）は、パンやケーキ、ペイストリー、パイなどオーブンで焼いた穀粉ベースの食物を調理して販売する店舗である。日本ではパン屋（パンや）と呼ぶことが多い。フランス語あるいはフランスパンを販売する店舗はブーランジュリー（仏: Boulangerie）と呼ぶ。
店内でコーヒーや紅茶などの飲み物や、スープやサンドイッチなどの軽食を販売したり、イートイン施設を備えたカフェを兼ねたベーカリーもある。
食料雑貨店やスーパーマーケットでは一般に、工場から送られてきたパンやケーキを多く取り扱う。一方で、店内で製造した高品質なパンを売るパン専門店を好む消費者もいる。また、パン職人が漂白剤や小麦粉処理剤などを使わず、地元で収穫および製粉された小麦粉を用いて焼いたパンを専門とする店舗もある。

## 歴史
パンなどのオーブンで焼いた食べ物（以下「パン類」と表記）は、何千年も前から存在し、製パンの技術はローマ帝国の初期に発展した。ローマ市民はパン類を好み、宴会や結婚式などの重要な場で頻繁にパンを求めたことから、製パン技術は非常に著名となった。それにより紀元前300年頃には、パン職人は職業として成立し、ローマ人の誇り高き職業とみなされた。パン職人は製粉機で小麦を小麦粉に挽き、自宅のオーブンでパンを焼き始めた。パン類の需要は続き、紀元前168年にはローマで初めてパン職人のギルドが結成された。
パン類の需要の高まりにより、ヨーロッパ全土に製パンが広がり、アジアの東側にも拡大した。パン職人は自宅でパン類を焼き、路上で販売し始めた。これが一般化すると需要の増大に伴い、パン類の宅配が始まり、またパン職人は人々がパン類を購入できる場を設けるようになった。最初の屋外市場がパリで成立して以来、パン屋はおいしい商品を購入する場として、社交の場として一般化した。このようにして、パン屋は近世までに一般的に普及した。
1928年7月7日、アメリカ合衆国ミズーリ州チリコシーのパン屋が、オットー・フレデリック・ローウェダーが発明した自動でパンをスライスする機械を導入し、スライスしたパンの販売を開始した。このスライスパンは見た目が「ぐちゃぐちゃ」で、すぐに傷んでしまうことから売れなかったが、後に人気商品となった。
しかし第二次世界大戦中は、金属徴用のためパンのスライス機は事実上禁止され、パンのスライス機から100トンの金属合金を徴用する決定は、主婦たちにと非常に不評であった。イギリスにおいても、第二次大戦はパン産業に直接的な影響を及ぼし、戦時中に製パン学校が閉鎖されたことで、戦後に熟練のパン職人が不足した。
そこで、世界の人々のパンに対する欲求を満たすために、プレミックスや食品添加物の使用、製パンの機械化といった新たな方法が開発された。こうした製パン業界の工業化により、旧来の技術は不要で不経済であるとみなされ、古い製パン技術はほぼ完全に途絶えた。現代においては古来の伝統的な技術を持つパン屋はほとんど残っていない。

## 主な商品
- パン
- ロールパン
- フラットブレッド
- ベーグル
- ドーナツ
- マフィン
- ピザ
- バンズ
- ペイストリー
- パイ
- クランペット
- タルト
- ブラウニー
- ケーキ
- クロワッサン
- カップケーキ
- クッキー
- スコーン
- バームブラック
- ソーダブレッド
- クラッカー
- ビスケット
- プレッツェル
- カントゥチーニ
- カラクッコ
- コーンブレッド
- パンデサル
- かぼちゃパン
- ピタ
- パン・オ・ルヴァン
- ワッフル